# Chanpatia
Chanpatia é um cidade no distrito de Pashchim Champaran , no estado indiano de Bihar.

## Demografia
Segundo o censo de 2001, Chanpatia tinha uma população de 22 029 habitantes. Os indivíduos do sexo masculino constituem 52% da população e os do sexo feminino 48%. Chanpatia tem uma taxa de literacia de 49%, inferior à média nacional de 59,5%; a literacia em homens é de 58% e de 39% em mulheres. 19% da população está abaixo dos 6 anos de idade.